# Łukasz Żebrowski
Łukasz Żebrowski (ur. 13 listopada 1982 w Szczecinie) – polski piłkarz występujący na pozycji pomocnika, także futsalowy; futsalowy reprezentant Polski.
Wychowanek Pogoni Szczecin, w swojej karierze reprezentował również barwy takich klubów jak Gwardia Koszalin, Odra Chojna, SV Waren 09 (Niemcy), Flota Świnoujście, GKS Mierzyn. Od sierpnia 2007 jest zawodnikiem Iny Ińsko.
W ekstraklasie zadebiutował 4 listopada 2001 w meczu z Legią Warszawa (0-3). Wystąpił w 16 meczach polskiej I ligi, nie strzelając żadnego gola.
Były zawodnik i kapitan Pogoni 04 Szczecin, ma na swoim koncie występy w reprezentacji Polski. W 2014 r. został grającym trenerem szczecińskiego zespołu.